# El Lindero, Huautla
El Lindero är en ort i Mexiko.   Den ligger i kommunen Huautla och delstaten Hidalgo, i den sydöstra delen av landet, 210 km nordost om huvudstaden Mexico City. El Lindero ligger 159 meter över havet och antalet invånare är 264.
Terrängen runt El Lindero är kuperad åt sydväst, men åt nordost är den platt. Runt El Lindero är det ganska tätbefolkat, med 65 invånare per kvadratkilometer. Närmaste större samhälle är Chicontepec de Tejada, 12,4 km söder om El Lindero. Omgivningarna runt El Lindero är en mosaik av jordbruksmark och naturlig växtlighet.